# 아쿠아쿠
《아쿠아쿠》(aquaqu) 액토즈소프트에서 개발한 수상과 지상을 오가는 레이싱 게임이다. 2009년 11월 24일부터 11월 26일까지 클로즈드 베타 테스트를 진행하였고, 2009년 12월 23일부터 2010년 1월 8일까지 오픈 베타테스트를 진행하기로 했으나, 이용자들의 요청으로 프리오픈 테스트를 연장했고, 2010년 1월 19일 저녁 8시에 종료했다.

## 게임 방법
정해진 트랙을 가장 빨리 들어오는 사람이 승리하는 게임이다. 트랙은 수상과 지상으로 구성되어 있고, 수상에서는 바다친구를 타고 달리고, 지상에서는 달리기를 한다. 특이한 점은 점프가 가능하다. 함께 놀기에 가면 다른 플레이어와 게임을 즐길 수 있고, 함께 놀기에는 아이템 개인전, 아이템 단체전, 점프개인전, 점프단체전등 총 4가지 모드가 있다.

## 캐릭터 소개

### 아람
귀여우면서 순수한 외모의 남자 캐릭터

### 단미
귀여우면서 순수한 외모의 여자 캐릭터

### 까미
갈색 피부를 가진 남자 캐릭터

### 다솜
갈색 피부를 가진 여자 캐릭터

## 바다친구 소개

### 소리치
바다사자 모양을 한 바다친구로 앞 방향으로 원형의 기를 쏘는 광폭화스킬을 가지고 있다.

### 솔피
범고래 모양을 한 바다친구로 드리프트를 충전하지 않아도 바로 점프할 수 있는 광폭화스킬을 가지고 있다.

### 엉그미
거북이 모양을 한 바다친구로 조금 빠른 속도로 나가면서 계속 회전하는 광폭화 스킬을 가지고 있다.

### 부푸리
복어 모양을 한 바다친구로 주변으로 작은 새끼복어를 소환하는 광폭화 스킬을 가지고 있다.